# Rhyacophila kagyupa
Rhyacophila kagyupa är en nattsländeart som beskrevs av Schmid 1970. Rhyacophila kagyupa ingår i släktet Rhyacophila och familjen rovnattsländor. Inga underarter finns listade i Catalogue of Life.